# Porropis poecila
Porropis poecila är en spindelart som beskrevs av Kulczynski 1911. Porropis poecila ingår i släktet Porropis och familjen krabbspindlar. Inga underarter finns listade i Catalogue of Life.